# Skadi Mons
Skadi Mons (/ˈskɑːði ˈmɒnz/) là một ngọn núi nằm trên Sao Kim thuộc Maxwell Montes, ở trung tâm của Ishtar Terra. Đây là điểm cao nhất của hành tinh, có độ cao khoảng 10.700 mét so với bán kính hành tinh trung bình (mean planetary radius).